# Dans la maison
Pour plus de détails, voir Fiche technique et Distribution.
Dans la maison est un film français réalisé par François Ozon, sorti en 2012. Son sujet est librement adapté de la pièce du dramaturge espagnol Juan Mayorga, Le Garçon du dernier rang (El chico de la última fila).

## Synopsis
Claude, un élève brillant, doué et manipulateur, du lycée Gustave Flaubert, à tendance pervers narcissique, provoque l'enthousiasme de son professeur de français à qui il fait part de ses écrits voyeuristes, qu'il rédige au détriment d'un camarade de classe.

## Fiche technique
- Titre : Dans la maison
- Titre anglais : In the House
- Réalisation et scénario : François Ozon, d'après la pièce espagnole Le Garçon du dernier rang de Juan Mayorga.
- Direction de la photographie : Jérôme Almeras
- Montage : Laure Gardette
- Casting : Leila Fournier et Sarah Teper
- Chef décorateur : Arnaud de Moleron avec la collaboration de Katia Wyszkop
- Décors : Agnes Demaegot
- Cascades : Christophe Marsaud et Virginie Arnaud
- Effets visuels : Def2shoot
- Directeur artistique : Pascal Leguellec
- Musique : Philippe Rombi
- Supervision musicale : Marie Sabbah (Film Music Services)
- Costumes : Pascaline Chavanne
- Période de tournage : Été 2011
- Pays d'origine :  France
- Genre : comédie dramatique
- Format : 1.85 : 1 - couleur - Digital Cinema Package
- Son : Dolby Digital
- Langue : français
- Durée : 105 minutes
- Sociétés de distribution : Wild Bunch (France), BiM Distribuzione (it)( Italie), Entertainment One ( Canada et  Québec), Concorde Filmverleih ( Allemagne), Cohen Film Collection (en)( États-Unis), Cathay Organisation (en)( Singapour), Transmission Films (en)( Australie), Kino Świat (pl)( Pologne), Momentum Pictures (en)( Royaume-Uni), Arthaus Filmvertrieb (de) et Filmladen (de)( Autriche).
- Budget : 9.21M€[2]
- Producteurs : Éric et Nicolas Altmayer, François Ozon et Claudie Ossard
- Sociétés de production : Mandarin Films, Mars Films, FOZ et France 2 Cinéma
- Soutiens à la production : Canal +, Ciné +, France Télévisions, La Banque Postale Images 5, Cofimage 23, Palatine Etoile 9 avec le soutien de la région Ile-de-France
- Visa d'exploitation n°130 567
- Dates de sortie :
  -  Canada : 10 septembre 2012 (festival de Toronto)
  -  Belgique : 10 octobre 2012
  -  France : 10 octobre 2012
  - Date de sortie DVD : 20 février 2013
  - Date de sortie Blu-ray : 20 février 2013
  - Date de sortie VOD : 20 février 2013
- Box-office France : 1 171 814 entrées[3]
- Box-office Europe : 2 134 372 entrées

## Distribution
- Fabrice Luchini : Germain Germain, professeur de lettres
- Ernst Umhauer : Claude Garcia, lycéen
- Kristin Scott Thomas : Jeanne, la femme de Germain
- Emmanuelle Seigner : Esther, la mère de Rapha
- Denis Ménochet : Raphaël Artole, le père
- Bastien Ughetto : Raphaël Artole, le fils, lycéen
- Jean-François Balmer : le proviseur
- Yolande Moreau : les jumelles
- Catherine Davenier : Anouk
- Vincent Schmitt : Bernard
- Jacques Bosc : le père de Claude
- Stéphanie Campion et Diana Stewart : les femmes au balcon
- Ronny Pong : le chinois
- Jana Bittnerova : la doublure jumelle
- Nadir Azni : un élève du lycée Flaubert
- Bénérice Barbin : une élève du lycée Flaubert
- Marie Brunet : une élève du lycée Flaubert
- Cyril Chaussivert : un élève du lycée Flaubert
- Matthieu Cisse : un élève du lycée Flaubert
- Yann Conflant : un élève du lycée Flaubert
- Manon Delaître : une élève du lycée Flaubert
- Noé Fournier : un élève du lycée Flaubert
- Vincent Hocini : un élève du lycée Flaubert
- Guillaume Jacques : un élève du lycée Flaubert
- Marie Jupille : une élève du lycée Flaubert
- Cendro Kancel : un élève du lycée Flaubert
- Belkacem Lalaoui : un élève du lycée Flaubert
- Alain Lhostis : un élève du lycée Flaubert
- Antoine Louis : un élève du lycée Flaubert
- Kevin Méanard : un élève du lycée Flaubert
- Mehdi Meskar : un élève du lycée Flaubert
- Mohamed Dahmane El Mehdi : un élève du lycée Flaubert
- Mélissa Placide : une élève du lycée Flaubert
- Olivier Royer : un élève du lycée Flaubert
- Hana Tanem : une élève du lycée Flaubert
- Christian Tongkhiane : un élève du lycée Flaubert
- Gaëtan Vajou : un élève du lycée Flaubert
- Fabrice Colson : un client de la galerie (non crédité)
- Michèle Raingeval : un professeur (non créditée)

## Production
Ce film est produit par Éric et Nicolas Altmayer (Mandarin Cinéma) pour un budget de 9,2 millions d'euros, en coproduction avec FOZ, France 2 Cinéma et Mars Films. Le tournage s’est déroulé sur huit semaines en août et septembre 2011.

## Tournage
Le film a été en partie tourné en Seine-et-Marne, au Val d'Europe à Serris (lycée Émilie-du-Châtelet et gymnase Olympe-de-Gouges). Une partie du tournage a aussi eu lieu dans la ville de Saint-Maur-des-Fossés, au cinéma Le Lido, ainsi que dans la Galerie VOZ rue de l'Est à Boulogne-Billancourt.
Des prises de vues ont été faites aux studios de Bry-sur-Marne (Val-de-Marne). Quelques scènes ont été tournées à Paris.
Les scènes d'intérieur de la maison de Rapha ont été faites dans une maison de l'ensemble immobilier A.F.U.L Les Lys à Mennecy (Essonne).
La scène finale a été tournée dans la Résidence la Roseraie, 11 rue Paul-Demange à Croissy-sur-Seine (Yvelines).

## Musiques additionnelles
- Marche en ré majeur K.445 de Mozart
- Dynasty Tching Memories, interprété par le Wang Shu Imperial Orchestra sur un arrangement de Thierry Woelfel
- The Shepherd Girl, arrangé par Cheng Yu

## Distinctions

### Récompenses
- Festival international du film de Toronto 2012 : Prix FIPRESCI « pour la réalisation d'un spectacle délicieusement conçu qui brouille la distinction entre le conteur et l’histoire racontée, qui calme avec une complexité espiègle les tragédies de la vie avec les consolations de l’art[8]. »
- Festival international du film de Saint-Sébastien 2012[9] :
  - Coquille d'or du meilleur film
  - Prix du jury pour le meilleur scénario
- Prix Lumières 2013 : Meilleur espoir masculin pour Ernst Umhauer
- Prix du cinéma européen 2013 : Meilleur scénario pour François Ozon

### Nominations
- César du cinéma 2013 :
  - César du meilleur film
  - César du meilleur réalisateur pour François Ozon
  - César du meilleur acteur pour Fabrice Luchini
  - César du meilleur espoir masculin pour Ernst Umhauer
  - César de la meilleure adaptation
  - César de la meilleure musique
- Prix du cinéma européen 2013 :
  - Meilleur réalisateur pour François Ozon
  - Meilleur scénario pour François Ozon
  - Meilleur acteur pour Fabrice Luchini
- Sélection au Festival Télérama 2013
- Trophées du film français 2013 : Trophées duos réalisateur-producteur / Duo cinéma
- Festival Cinématographique d'Automne de Gardanne 2012 : catégorie Panorama pour François Ozon
- London Film Festival 2012 : 
  - Prix du meilleur film pour François Ozon
  - Prix Sutherland du meilleur premier film pour François Ozon
  - Meilleur espoir britannique pour François Ozon
- Festival International du Film Francophone de Namur
  - Bayard d'Or du Meilleur Film
  - Prix Spécial du Jury
  - Bayard d'Or de la Meilleure Comédienne
  - Bayard d'Or du Meilleur Scénario
  - Bayard d'Or de la Meilleure Photographie
  - Mention spéciale
- Festival international du film de Saint-Sébastien 2012[9] :
  - Coquillage d'Argent du meilleur réalisateur pour François Ozon
  - Prix Spécial du Jury pour François Ozon
- Sélection au Festival du film de Zurich